# Saison 2018-2019 des Pionniers de Chamonix
La Saison 2018-2019 des Pionniers de Chamonix est la 2e saison saison de hockey sur glace jouée par le club de Chamonix en Ligue Magnus.

## Pré-saison
Après la fusion éphémère entre les Chamois de Chamonix et les Pingouins de Morzine-Avoriaz, les Pionniers restent à Chamonix et entament leur deuxième saison sous le nom de Pionniers de Chamonix Mont-Blanc.
Maintenus laborieusement lors de la saison précédente, les Pionniers se doivent de reconstruire une équipe compétitive pour s'assurer un maintien plus aisé, voire une place en play-offs. L'ancien entraîneur des Bleus Heikki Leime est renouvelé et le budget est revu à la hausse, un montant de plus d'un million d'euro pour la saison. La campagne d'abonnement atteint près de 200 abonnés tandis qu'un club appelé « Chamonix 1910 » (date de la création du club) est créé dans l'optique de faire adhérer d'anciennes gloires au projet.

### Arrivées
| Joueur            | Date             | Durée du contrat | Club précédent             |
| ----------------- | ---------------- | ---------------- | -------------------------- |
| Quentin Fauchon   | 26 avril 2018    | 1 an             | GAMYO Épinal               |
| Mathieu Briand    | 26 avril 2018    | 1 an             | GAMYO Épinal               |
| Fabien Kazarine   | 26 avril 2018    | 1 an             | HC Les Lions               |
| Lucas Mugnier     | 28 avril 2018    | 1 an             | HC Mont-Blanc              |
| Jérémie Penz      | 30 avril 2018    | 1 an             | HC74                       |
| Clément Mermoux   | 30 avril 2018    | 1 an             | HC74                       |
| Cody Freeman      | 7 mai 2018       | 1 an             | Hockey Club choletais      |
| Maxence Leroux    | 9 mai 2018       | 1 an             | Étoile noire de Strasbourg |
| Erik Higby        | 15 mai 2018      | 1 an             | Grizzlies de l'Utah        |
| Loïc Coulaud      | 22 mai 2018      | 1 an             | Gothiques d'Amiens         |
| Scott Jacklin     | 26 mai 2018      | 1 an             | Beast de Brampton          |
| Benjamin Lagarde  | 28 mai 2018      | 1 an             | Les Albatros de Brest      |
| Jiří Klimíček     | 6 juin 2018      | 1 an             | HC Fassa                   |
| Perry D'Arrisso   | 15 juin 2018     | 1 an             | Diables rouges de Briançon |
| Geoff Fortman     | 17 juillet 2018  | 1 an             | Rush de Rapid City         |
| Vojtěch Kloz      | 19 août 2018     | 1 an             | Coventry Blaze             |
| Andreï Pervychine | 9 novembre 2018  | 1 an             | Saryarka Karaganda         |
| Maks Selan        | 14 décembre 2018 | 1 an             | Hockey Milano Rossoblu     |

### Départs
| Joueur            | Date              | Club suivant               |
| ----------------- | ----------------- | -------------------------- |
| Vincent Melin     | 20 avril 2018     | Rapaces de Gap             |
| Jimmy Darier      | 27 avril 2018     | Rapaces de Gap             |
| Gašper Cerkovnik  | 3 mai 2018        | Hockey Club de Caen        |
| Robin Lamboley    | 11 mai 2018       | Hormadi Anglet             |
| Kévin Tassery     | 13 avril 2018     | Hockey Club Mont-Blanc     |
| Andrew Johnston   | 14 avril 2018     | Boxers de Bordeaux         |
| Leyland Plaire    | 17 mai 2018       | Bisons de Neuilly          |
| Tim Crowder       | 20 mai 2018       | Coventry Blaze             |
| Baptiste Bruyas   | 20 mai 2018       | Les Albatros de Brest      |
| Théo Lanvers      | 28 mai 2018       | Corsaires de Nantes        |
| Luke Juha         | 4 juin 2018       |                            |
| Dominik Fujerik   | 17 juin 2018      | Étoile Noire de Strasbourg |
| Patxi Biscard     | 24 juin 2018      | Vipers de Montpellier      |
| Joakim Erdugan    | 8 septembre 2018  | Tranås AIF                 |
| Emppu Pulliainen  | 21 septembre 2018 | Riemu                      |
| Andreï Pervychine | 25 novembre 2018  |                            |

### Matchs préparatoires
| No | Date    | Résultat                | Adversaire          | Lieu     | Score       | Bilan (V-D-N) |
| -- | ------- | ----------------------- | ------------------- | -------- | ----------- | ------------- |
| 1  | 10 août | défaite                 | HC Les Lions        | Chamonix | 1-7         | 0-1-0         |
| 2  | 14 août | défaite en prolongation | Brûleurs de Loups   | Chamonix | 5-6 (t.a.b) | 0-1-1         |
| 3  | 22 août | victoire                | Yétis du Mont-Blanc | Chamonix | 3-2         | 1-1-1         |
| 4  | 28 août | victoire                | Star-Forward        | Chamonix | 7-0         | 2-1-1         |

## Saison régulière
La Saison 2018-2019 des Pionniers est cyclique, alternant d'un côté le bon, parfois même le surprenant en allant chercher un point contre Grenoble ou Rouen, et le moins bon, voire le très mauvais. Les Pionniers glaneront deux fois une série de trois victoires de rang, mais s'échoueront dans une spirale de six défaites au début de l'année 2019. Une saison pourtant partie sur de bons rails, où l'on pouvait imaginer les Chamoniards aller aisément en playoffs. Cependant, l'irrégularité de l'équipe les maintiendra presque toute la saison à la limite de la zone rouge, terminant ainsi à une correcte huitième place, tout de même significative de playoffs. Lors de cette saison (playoffs et coupe de France inclus), la patinoire Richard-Bozon accueille plus de 23 700 spectateurs pour une affluence moyenne de 950 spectateurs par match, avec un record de 2 170 contre Angers et un minima de 523 contre Nice.

### Classement
| Clt   | Équipe     | PJ | V  | VP | D  | DP | BP  | BC  | Diff | Pts  |
| ----- | ---------- | -- | -- | -- | -- | -- | --- | --- | ---- | ---- |
| +001, | Rouen      | 44 | 37 | 4  | 1  | 2  | 195 | 82  | +113 | 121  |
| +002, | Grenoble   | 44 | 32 | 5  | 7  | 0  | 195 | 91  | +103 | 106  |
| +003, | Amiens     | 44 | 21 | 5  | 15 | 3  | 130 | 105 | +25  | 76   |
| +004, | Angers     | 44 | 21 | 4  | 15 | 4  | 141 | 138 | +3   | 75   |
| +005, | Gap        | 44 | 19 | 2  | 19 | 4  | 132 | 134 | -2   | 65   |
| +006, | Bordeaux   | 44 | 19 | 2  | 16 | 7  | 126 | 122 | +4   | 59-9 |
| +007, | Nice       | 44 | 15 | 4  | 24 | 1  | 148 | 150 | -2   | 54   |
| +008, | Chamonix   | 44 | 14 | 2  | 23 | 5  | 135 | 158 | -23  | 51   |
| +009, | Lyon       | 44 | 12 | 6  | 24 | 2  | 112 | 146 | -34  | 50   |
| +010, | Mulhouse   | 44 | 11 | 5  | 23 | 3  | 108 | 165 | -57  | 48   |
| +011, | Anglet     | 44 | 12 | 2  | 24 | 6  | 116 | 165 | -49  | 46   |
| +012, | Strasbourg | 44 | 7  | 3  | 29 | 5  | 108 | 190 | -82  | 32   |

- Vainqueur du trophée Jacques-Lacarrière, qualifié pour les séries
- Qualifié pour les séries
- Dispute la poule de maintien

Date de mise à jour : 17 octobre 2018

### Match après match
Ce tableau reprend les résultats de l'équipe au cours de la saison, les buts marqués par les Pionniers étant inscrits en premier.
| No | Date         | Résultat                | Adversaire | Lieu       | Score       | Bilan (V-D-N) | Pts |
| -- | ------------ | ----------------------- | ---------- | ---------- | ----------- | ------------- | --- |
| 1  | 8 septembre  | défaite en prolongation | Grenoble   | Grenoble   | 4-5 (a.p)   | 0-0-1         | 1   |
| 2  | 15 septembre | défaite                 | Nice       | Nice       | 2-3         | 0-1-1         | 1   |
| 3  | 18 septembre | défaite                 | Mulhouse   | Mulhouse   | 0-2         | 0-2-1         | 1   |
| 4  | 21 septembre | défaite                 | Grenoble   | Chamonix   | 3-6         | 0-3-1         | 1   |
| 5  | 25 septembre | victoire                | Bordeaux   | Bordeaux   | 3-1         | 1-3-1         | 4   |
| 6  | 28 septembre | victoire                | Gap        | Chamonix   | 5-1         | 2-3-1         | 7   |
| 7  | 2 octobre    | défaite                 | Lyon       | Lyon       | 3-5         | 2-4-1         | 7   |
| 8  | 5 octobre    | victoire                | Angers     | Chamonix   | 6-3         | 3-4-1         | 10  |
| 9  | 9 octobre    | défaite                 | Anglet     | Anglet     | 4-7         | 3-5-1         | 10  |
| 10 | 12 octobre   | défaite                 | Rouen      | Rouen      | 0-3         | 3-6-1         | 10  |
| 11 | 16 octobre   | victoire                | Strasbourg | Chamonix   | 4-0         | 4-6-1         | 13  |
| 12 | 19 octobre   | victoire                | Amiens     | Amiens     | 4-3         | 5-6-1         | 16  |
| 13 | 21 octobre   | victoire                | Mulhouse   | Chamonix   | 7-2         | 6-6-1         | 19  |
| 14 | 26 octobre   | défaite                 | Amiens     | Chamonix   | 3-4         | 6-7-1         | 19  |
| 15 | 31 octobre   | défaite                 | Bordeaux   | Chamonix   | 3-6         | 6-8-1         | 19  |
| 16 | 3 novembre   | défaite                 | Gap        | Gap        | 4-2         | 6-9-1         | 19  |
| 17 | 13 novembre  | défaite en prolongation | Lyon       | Chamonix   | 1-2 (t.a.b) | 6-9-2         | 20  |
| 18 | 16 novembre  | défaite                 | Angers     | Angers     | 3-1         | 6-10-2        | 20  |
| 19 | 23 novembre  | victoire                | Anglet     | Chamonix   | 3-0         | 7-10-2        | 23  |
| 20 | 25 novembre  | défaite                 | Rouen      | Chamonix   | 0-5         | 7-11-2        | 23  |
| 21 | 27 novembre  | victoire                | Strasbourg | Strasbourg | 1-4         | 8-11-2        | 26  |
| 22 | 2 décembre   | victoire                | Nice       | Nice       | 5-6         | 9-11-2        | 29  |
| 23 | 4 décembre   | victoire                | Lyon       | Chamonix   | 3-2         | 10-11-2       | 32  |
| 24 | 7 décembre   | défaite                 | Bordeaux   | Bordeaux   | 4-1         | 10-12-2       | 32  |
| 25 | 21 décembre  | défaite                 | Grenoble   | Grenoble   | 3-1         | 10-13-2       | 32  |
| 26 | 23 décembre  | défaite                 | Amiens     | Chamonix   | 4-5         | 10-14-2       | 32  |
| 27 | 26 décembre  | victoire                | Anglet     | Chamonix   | 5-1         | 11-14-2       | 35  |
| 28 | 28 décembre  | victoire                | Strasbourg | Strasbourg | 3-4 (a.p)   | 12-14-2       | 37  |
| 29 | 30 décembre  | défaite                 | Angers     | Chamonix   | 3-6         | 12-15-2       | 37  |
| 30 | 2 janvier    | défaite en prolongation | Rouen      | Rouen      | 4-3 (a.p)   | 12-15-3       | 38  |
| 31 | 4 janvier    | défaite en prolongation | Nice       | Chamonix   | 5-6 (a.p)   | 12-15-4       | 39  |
| 32 | 8 janvier    | victoire                | Mulhouse   | Chamonix   | 7-4         | 13-15-4       | 42  |
| 33 | 12 janvier   | défaite                 | Gap        | Gap        | 6-4         | 13-16-4       | 42  |
| 34 | 15 janvier   | défaite                 | Gap        | Chamonix   | 0-3         | 13-17-4       | 42  |
| 35 | 22 janvier   | défaite en prolongation | Mulhouse   | Mulhouse   | 4-3 (a.p)   | 13-17-5       | 43  |
| 36 | 25 janvier   | défaite                 | Grenoble   | Chamonix   | 3-5         | 13-18-5       | 43  |
| 37 | 27 janvier   | défaite                 | Nice       | Nice       | 5-2         | 13-19-5       | 43  |
| 38 | 29 janvier   | défaite                 | Rouen      | Chamonix   | 1-5         | 13-20-5       | 43  |
| 39 | 1er février  | défaite                 | Angers     | Chamonix   | 6-3         | 13-21-5       | 43  |
| 40 | 3 février    | victoire                | Strasbourg | Chamonix   | 5-1         | 14-21-5       | 46  |
| 41 | 12 février   | victoire                | Anglet     | Anglet     | 3-5         | 15-21-5       | 49  |
| 42 | 22 février   | défaite                 | Amiens     | Amiens     | 4-1         | 15-22-5       | 49  |
| 43 | 24 février   | victoire                | Bordeaux   | Chamonix   | 3-2 (a.p)   | 16-22-5       | 51  |
| 44 | 26 février   | défaite                 | Lyon       | Lyon       | 5-1         | 16-23-5       | 51  |

## Playoffs

### Quart de finale
Les Pionniers, en finissant huitièmes de la saison régulière, synonyme de dernière place qualificative pour les playoffs, étaient assurés d'affronter les champions en titre, les Dragons de Rouen. Les deux premiers matchs à Rouen sont catastrophiques, les Pionniers étant privés de nombreux cadres dès la fin de la saison, ils s'inclinent lourdement 12-2 et 9-0 avant de retourner à Richard-Bozon où les Pionniers ne s'inclinent que d'un petit but lors du match 3, après avoir mené. Les Dragons coupent court à la série en gagnant le match 4, 4 à 0, la saison des chamoniards est terminée.
| 1 mars 2019 | Rouen | 12-2 (4-0, 5-0, 3-2) | Chamonix | Île Lacroix 2 746 spectateurs |

| Feuille de match | Feuille de match | Feuille de match                                             | Feuille de match                          | Feuille de match                   |
| ---------------- | --- | ------------------------------------------------------------ | ----------------------------------------- | ---------------------------------- |
|                  | 3 min 28 s — Aleardi 13 min 34 s — Aleardi 14 min 44 s — Dusseau 15 min 0 s — Koivisto 22 min 0 s — Langlais 27 min 11 s — Roy 31 min 34 s — Dusseau 34 min 57 s — Desch. 35 min 46 s — Aleardi 42 min 44 s — Ritz 52 min 9 s — Langlais 57 min 1 s — Dusseau | 1-0 2-0 3-0 4-0 5-0 6-0 7-0 8-0 9-0 10-0 10-1 10-2 11-2 12-2 | 45 min 8 s — Higby 50 min 39 s — Klimiček | Arbitrage : A. Bourreau, A. Ernecq |
| Matija Pintarič  | Gardiens | Richard Sabol                                                |                                           | Arbitrage : A. Bourreau, A. Ernecq |
| 12 min           | Pénalités | 2 min                                                        |                                           | Arbitrage : A. Bourreau, A. Ernecq |
| 44               | Tirs | 28                                                           |                                           | Arbitrage : A. Bourreau, A. Ernecq |

| 2 mars 2019 | Rouen | 9-0 (2-0, 5-0, 2-0) | Chamonix | Île Lacroix 2 746 spectateurs |

| Feuille de match | Feuille de match | Feuille de match                    | Feuille de match | Feuille de match                |
| ---------------- | --- | ----------------------------------- | ---------------- | ------------------------------- |
|                  | 8 min 20 s — Koivisto 13 min 27 s — Koivisto 25 min 49 s — Caron 32 min 46 s — Koivisto 33 min 47 s — Caron 34 min 5 s — Brodeur 39 min 6 s — Aleardi 48 min 10 s — Langlais 58 min 43 s — Chakiachvili | 1-0 2-0 3-0 4-0 5-0 6-0 7-0 8-0 9-0 |                  | Arbitrage : P. Dehaen, J. Peyre |
| Matija Pintarič  | Gardiens | Lucas Mugnier                       |                  | Arbitrage : P. Dehaen, J. Peyre |
| 10 min           | Pénalités | 16 min                              |                  | Arbitrage : P. Dehaen, J. Peyre |
| 37               | Tirs | 21                                  |                  | Arbitrage : P. Dehaen, J. Peyre |

| 5 mars 2019 | Chamonix | 2-3 (1-1, 1-2, 0-0) | Rouen | Centre sportif Richard-Bozon 1 330 spectateurs |

| Feuille de match | Feuille de match                        | Feuille de match    | Feuille de match                                            | Feuille de match                    |
| ---------------- | --------------------------------------- | ------------------- | ----------------------------------------------------------- | ----------------------------------- |
|                  | 12 min 26 s — Higby 22 min 46 s — Higby | 1-0 1-1 2-1 2-2 2-3 | 18 min 24 s — Aleardi 29 min 23 s — Caron 39 min 4 s — Ritz | Arbitrage : J. Barcelo, A. Bourreau |
| Richard Sabol    | Gardiens                                | Matija Pintarič     |                                                             | Arbitrage : J. Barcelo, A. Bourreau |
| 12 min           | Pénalités                               | 14 min              |                                                             | Arbitrage : J. Barcelo, A. Bourreau |
| 16               | Tirs                                    | 43                  |                                                             | Arbitrage : J. Barcelo, A. Bourreau |

| 6 mars 2019 | Chamonix | 0-4 (0-2, 0-2, 0-0) | Rouen | Centre sportif Richard-Bozon 1 027 spectateurs |

| Feuille de match | Feuille de match                                                               | Feuille de match | Feuille de match | Feuille de match                |
| ---------------- | ------------------------------------------------------------------------------ | ---------------- | ---------------- | ------------------------------- |
|                  | 5 min 12 s — Thinel 14 min 52 s — Caron 20 min 27 s — Caron 24 min 9 s — Bedin | 0-1 0-2 0-3 0-4  |                  | Arbitrage : J. Peyre, L. Garbay |
| Richard Sabol    | Gardiens                                                                       | Matija Pintarič  |                  | Arbitrage : J. Peyre, L. Garbay |
| 40 min           | Pénalités                                                                      | 10 min           |                  | Arbitrage : J. Peyre, L. Garbay |
| 30               | Tirs                                                                           | 31               |                  | Arbitrage : J. Peyre, L. Garbay |

## Statistiques
| Joueur            | Saison régulière | Saison régulière | Saison régulière | Saison régulière | Saison régulière | Saison régulière |    | Séries éliminatoires | Séries éliminatoires | Séries éliminatoires | Séries éliminatoires | Séries éliminatoires | Séries éliminatoires |
| Joueur            | PJ               | B                | A                | Pts              | +/-              | Pun              | PJ | B                    | A                    | Pts                  | +/-                  | Pun                  |                      |
| Erik Higby        | 42               | 18               | 26               | 44               | 9                | 62               | 4  | 3                    | 0                    | 3                    | -9                   | 0                    |                      |
| Perry D'Arrisso   | 44               | 12               | 27               | 39               | 3                | 34               | 2  | 0                    | 1                    | 1                    | -3                   | 0                    |                      |
| Fabien Kazarine   | 44               | 16               | 17               | 33               | -10              | 16               | 4  | 0                    | 2                    | 2                    | -12                  | 2                    |                      |
| Benjamin Lagarde  | 43               | 13               | 19               | 32               | -9               | 0                | 4  | 0                    | 1                    | 1                    | -8                   | 0                    |                      |
| Vojtěch Kloz      | 34               | 7                | 20               | 27               | 5                | 30               | 0  | 0                    | 0                    | 0                    | 0                    | 0                    |                      |
| Mathieu Briand    | 40               | 5                | 17               | 22               | 4                | 18               | 0  | 0                    | 0                    | 0                    | 0                    | 0                    |                      |
| Jiří Klimíček     | 43               | 4                | 18               | 22               | -11              | 22               | 4  | 1                    | 0                    | 1                    | -6                   | 12                   |                      |
| Cody Freeman      | 28               | 12               | 8                | 20               | 0                | 26               | 0  | 0                    | 0                    | 0                    | 0                    | 0                    |                      |
| Scott Jacklin     | 36               | 4                | 15               | 19               | -15              | 36               | 0  | 0                    | 0                    | 0                    | 0                    | 0                    |                      |
| Geoff Fortman     | 43               | 9                | 8                | 17               | -2               | 59               | 4  | 0                    | 1                    | 1                    | -6                   | 0                    |                      |
| Quentin Fauchon   | 42               | 9                | 7                | 16               | -2               | 18               | 0  | 0                    | 0                    | 0                    | 0                    | 0                    |                      |
| Henric Andersèn   | 36               | 6                | 9                | 15               | -9               | 58               | 3  | 0                    | 2                    | 2                    | -5                   | 24                   |                      |
| Maxence Leroux    | 44               | 6                | 6                | 12               | -4               | 18               | 4  | 0                    | 0                    | 0                    | -7                   | 6                    |                      |
| Numa Besson       | 42               | 4                | 8                | 12               | -10              | 36               | 4  | 0                    | 0                    | 0                    | -13                  | 2                    |                      |
| Maks Selan        | 18               | 3                | 8                | 11               | -3               | 10               | 4  | 0                    | 0                    | 0                    | -13                  | 2                    |                      |
| Colin Sullivan    | 34               | 1                | 6                | 7                | -7               | 30               | 0  | 0                    | 0                    | 0                    | 0                    | 0                    |                      |
| Loïc Coulaud      | 44               | 3                | 3                | 6                | -13              | 28               | 4  | 0                    | 0                    | 0                    | -6                   | 2                    |                      |
| Julien Laplace    | 43               | 1                | 3                | 4                | -10              | 2                | 4  | 0                    | 0                    | 0                    | -5                   | 2                    |                      |
| Adrien Glévéau    | 44               | 1                | 3                | 4                | -8               | 72               | 4  | 0                    | 0                    | 0                    | -3                   | 16                   |                      |
| Clément Mermoux   | 44               | 0                | 3                | 3                | -4               | 4                | 4  | 0                    | 0                    | 0                    | -6                   | 2                    |                      |
| Jérémie Penz      | 41               | 0                | 3                | 3                | -6               | 18               | 4  | 0                    | 0                    | 0                    | -8                   | 6                    |                      |
| Enzo Baravaglio   | 5                | 1                | 0                | 1                | -3               | 27               | 1  | 0                    | 0                    | 0                    | 0                    | 0                    |                      |
| Kevin Tassery     | 2                | 0                | 0                | 0                | 0                | 0                | 0  | 0                    | 0                    | 0                    | 0                    | 0                    |                      |
| Thibaut Masson    | 1                | 0                | 0                | 0                | +1               | 0                | 0  | 0                    | 0                    | 0                    | 0                    | 0                    |                      |
| Eliott Weber      | 2                | 0                | 0                | 0                | 0                | 0                | 0  | 0                    | 0                    | 0                    | 0                    | 0                    |                      |
| Andrey Pervyshin  | 1                | 0                | 0                | 0                | 0                | 0                | 0  | 0                    | 0                    | 0                    | 0                    | 0                    |                      |
| Valentin Coffy    | 1                | 0                | 0                | 0                | 0                | 0                | 0  | 0                    | 0                    | 0                    | 0                    | 0                    |                      |
| Clément Bonhaudet | 0                | 0                | 0                | 0                | 0                | 0                | 1  | 0                    | 0                    | 0                    | 0                    | 0                    |                      |

| Nom           | PJ | V  | D  | Pr. | Min  | BC  | Moy  | %Arr | Bl |
| ------------- | -- | -- | -- | --- | ---- | --- | ---- | ---- | -- |
| Richard Sabol | 40 | 15 | 21 | 4   | 2355 | 135 | 3,44 | 89,6 | 2  |
| Lucas Mugnier | 7  | 1  | 2  | 1   | 295  | 14  | 2.84 | 91,7 | 0  |

| Nom           | PJ | V | D | Min | BC | Moy   | %Arr | Bl |
| ------------- | -- | - | - | --- | -- | ----- | ---- | -- |
| Richard Sabol | 4  | 0 | 3 | 170 | 16 | 5,65  | 86,1 | 0  |
| Lucas Mugnier | 2  | 0 | 1 | 68  | 12 | 10,56 | 70,0 | 0  |

## Coupe de France
La saison des Pionniers est également marquée par un beau parcours en Coupe de France. Les chamoniards se défont difficilement des Éléphants en seizième de finale 6 à 9 avant de l'emporter 2 à 5 à Montpellier, puis d’accéder en demi-finale après avoir battu les Ducs d'Angers 4 à 3 à Chamonix. Pour la première fois de son histoire, la coupe de France se déroule à l'AccorHotels Arena dès le stade des demi-finales, stade que les Pionniers n'arriveront pas à enjamber, en tombant contre Lyon 3 à 2.
| No                 | Date        | Résultat | Adversaire  | Lieu              | Score |
| ------------------ | ----------- | -------- | ----------- | ----------------- | ----- |
| Seizième de finale | 24 octobre  | victoire | Chambéry    | Chambéry          | 6-9   |
| Huitième de finale | 21 novembre | victoire | Montpellier | Montpellier       | 2-5   |
| Quart de finale    | 19 décembre | victoire | Angers      | Chamonix          | 4-3   |
| Demi-finale        | 16 février  | défaite  | Lyon        | AccorHotels Arena | 3-2   |